# Elecciones municipales de Chachapoyas de 1983
Las elecciones municipales de Chachapoyas de 1983 se llevaron a cabo el 13 de noviembre de 1983 para elegir al alcalde y al Concejo Provincial de Chachapoyas para el periodo 1984-1986. La elección se celebró simultáneamente con elecciones municipales en todo el país.
El Partido Aprista Peruano logró un hito al ganar por primera vez la alcaldía provincial, con Raquel Robles de Román como su candidata. Su elección marcó la historia de Chachapoyas al convertirse en la primera (y hasta ahora única) mujer en asumir este cargo. Acción Popular, que había dominado en los comicios previos, sufrió una significativa pérdida de apoyo, obteniendo poco más de la mitad de los votos que había conseguido en 1980. A pesar de ello, tanto el Partido Popular Cristiano como Izquierda Unida lograron conservar su representación en el concejo provincial. No obstante, estas elecciones estuvieron caracterizadas por una caída en el nivel de participación, el más bajo registrado en la historia.
Aunque Acción Popular perdió la alcaldía provincial, se mantuvo como la fuerza política más votada en los comicios distritales, asegurando el control de once de los veinte concejos distritales en disputa. El Partido Aprista Peruano incrementó levemente su presencia en la provincia, manteniendo el gobierno de Leimebamba y arrebatándole La Jalca al accionpopulismo, consolidando así su posición en estos distritos, los de mayor número de votantes. Por su parte, el Partido Popular Cristiano obtuvo el control de dos distritos, mientras que Izquierda Unida conquistó una alcaldía.

## Sistema electoral
La Municipalidad Provincial de Chachapoyas es el órgano administrativo y de gobierno de la provincia de Chachapoyas. Está compuesta por el alcalde y el Concejo Provincial.
La votación del alcalde y el concejo se realiza en base al sufragio universal, que comprende a todos los ciudadanos nacionales mayores de dieciocho años, empadronados y residentes en la provincia de Chachapoyas y en pleno goce de sus derechos políticos, así como a los ciudadanos no nacionales residentes y empadronados en la provincia de Chachapoyas.
El Concejo Provincial de Chachapoyas está compuesto por 19 regidores elegidos por sufragio directo para un período de tres (3) años, en forma conjunta con la elección del alcalde (quien lo preside). La votación es por lista cerrada y bloqueada. Se asigna a la lista ganadora los escaños según el método d'Hondt o la mitad más uno, lo que más le favorezca. Es elegido como alcalde el candidato que ocupe el primer lugar de la lista que haya obtenido la más alta votación.

## Composición del Concejo Provincial de Chachapoyas
La siguiente tabla muestra la composición del Concejo Provincial de Chachapoyas antes de las elecciones.
| Partidos | Partidos                  | Regidores |
| -------- | ------------------------- | --------- |
|          | Acción Popular            | 10        |
|          | Partido Aprista Peruano   | 4         |
|          | Partido Popular Cristiano | 3         |
|          | Izquierda Unida           | 2         |

## Partidos y candidatos
A continuación se muestra una lista de los principales partidos y alianzas electorales que participaron en las elecciones:
| Candidatura | Candidatura | Partidos y alianzas | Candidatos | Candidatos               | Ideología                                                | Resultado previo | Resultado previo | Ref. |
| Candidatura | Candidatura | Partidos y alianzas | Candidatos | Candidatos               | Ideología                                                | Votos (%)        | Reg.             | Ref. |
| ----------- | ----------- | --- | ---------- | ------------------------ | -------------------------------------------------------- | ---------------- | ---------------- | ---- |
|             | AP          | Lista - Acción Popular (AP) |            | Germán Merino Rubio      | Humanismo Nacionalismo cívico Reformismo                 | 50.41%           | 10               |      |
|             | APRA        | Lista - Partido Aprista Peruano (APRA) |            | Raquel Robles de Román   | Aprismo                                                  | 28.24%           | 4                |      |
|             | PPC         | Lista - Partido Popular Cristiano (PPC) |            | Manuel La Torre Bardales | Conservadurismo social Humanismo Democracia cristiana    | 12.36%           | 3                |      |
|             | IU          | Lista - Izquierda Unida (IU) – Unión de Izquierda Revolucionaria (UNIR) – Unidad Democrático Popular (UDP) – Partido Socialista Revolucionario (PSR) – Partido Comunista Revolucionario (PCR) – Partido Comunista Peruano (PCP) – Frente Obrero Campesino Estudiantil y Popular (FOCEP) |            | Jorge Ruiz Tejedo        | Marxismo-leninismo Mariateguismo Socialismo democrático  | 8.99%            | 2                |      |
|             | FNTC        | Lista - Frente Nacional de Trabajadores y Campesinos (FNTC) |            | Lorenzo Jiménez Puerta   | Nacionalismo de izquierda Tahuantinsuyismo               | Nuevo            | Nuevo            |      |
|             | MBH         | Lista - Movimiento de Bases Hayistas (MBH) |            | Antonio Valdez Rojas     | Socialdemocracia Conservadurismo social Antiimperialismo | Nuevo            | Nuevo            |      |

## Resultados

### Sumario general
|                        |                                                     |              |              |              |           |           |
| Partidos y coaliciones | Partidos y coaliciones                              | Voto popular | Voto popular | Voto popular | Regidores | Regidores |
| Partidos y coaliciones | Partidos y coaliciones                              | Votos        | %            | ±pp          | Total     | +/−       |
|                        | Partido Aprista Peruano (APRA)                      | 2,343        | 32.47        | +4.23        | 11        | +7        |
|                        | Acción Popular (AP)                                 | 1,948        | 27.00        | –23.41       | 3         | –7        |
|                        | Partido Popular Cristiano (PPC)                     | 1,541        | 21.36        | +9.00        | 3         | ±0        |
|                        | Izquierda Unida (IU)                                | 1,207        | 16.73        | +7.74        | 2         | ±0        |
|                        | Frente Nacional de Trabajadores y Campesinos (FNTC) | 155          | 2.15         | Nuevo        | 0         | ±0        |
|                        | Movimiento de Bases Hayistas (MBH)                  | 21           | 0.29         | Nuevo        | 0         | ±0        |
|                        |                                                     |              |              |              |           |           |
| Total                  | Total                                               | 7,215        |              |              | 19        | ±0        |
|                        |                                                     |              |              |              |           |           |
| Votos válidos          | Votos válidos                                       | 7,215        | 83.11        | –0.43        |           |           |
| Votos en blanco        | Votos en blanco                                     | 543          | 6.26         | –0.60        |           |           |
| Votos nulos            | Votos nulos                                         | 923          | 10.63        | +1.03        |           |           |
| Votos emitidos         | Votos emitidos                                      | 8,681        | 51.84        | –7.70        |           |           |
| Abstenciones           | Abstenciones                                        | 8,066        | 48.16        | +7.70        |           |           |
| Votantes registrados   | Votantes registrados                                | 16,747       |              |              |           |           |
|                        |                                                     |              |              |              |           |           |
| Fuente:                |                                                     |              |              |              |           |           |

### Concejo Provincial de Chachapoyas
| Cargo                               | Autoridad electa              | Partido político | Partido político          |
| ----------------------------------- | ----------------------------- | ---------------- | ------------------------- |
| Alcaldesa Provincial de Chachapoyas | Raquel Robles de Román        |                  | Partido Aprista Peruano   |
| Regidor Provincial de Chachapoyas   | Humberto Marín Jiménez        |                  | Partido Aprista Peruano   |
| Regidor Provincial de Chachapoyas   | Carlos Solsol Julca           |                  | Partido Aprista Peruano   |
| Regidor Provincial de Chachapoyas   | Augusto Poemape Abanto        |                  | Partido Aprista Peruano   |
| Regidor Provincial de Chachapoyas   | Carlos Vilca Santillán        |                  | Partido Aprista Peruano   |
| Regidor Provincial de Chachapoyas   | Clotilde López Cabrera de Mas |                  | Partido Aprista Peruano   |
| Regidor Provincial de Chachapoyas   | Mario Reyna Fernández         |                  | Partido Aprista Peruano   |
| Regidor Provincial de Chachapoyas   | Julio Bonifaz Tafur           |                  | Partido Aprista Peruano   |
| Regidor Provincial de Chachapoyas   | Ignacio Salazar Olivera       |                  | Partido Aprista Peruano   |
| Regidor Provincial de Chachapoyas   | Bartolomé Tuesta Meléndez     |                  | Partido Aprista Peruano   |
| Regidor Provincial de Chachapoyas   | Ángel Gómez Muñoz             |                  | Partido Aprista Peruano   |
| Regidor Provincial de Chachapoyas   | Carlos Zubiate Zabarburu      |                  | Partido Aprista Peruano   |
| Regidor Provincial de Chachapoyas   | Arturo Meléndez Tuesta        |                  | Acción Popular            |
| Regidor Provincial de Chachapoyas   | Óscar Chávez Mosquera         |                  | Acción Popular            |
| Regidor Provincial de Chachapoyas   | Carlos Domínguez Bobadilla    |                  | Acción Popular            |
| Regidor Provincial de Chachapoyas   | Wilder Rojas Sánchez          |                  | Partido Popular Cristiano |
| Regidor Provincial de Chachapoyas   | Manuel Torres Pozo            |                  | Partido Popular Cristiano |
| Regidor Provincial de Chachapoyas   | Estenio Servan Caro           |                  | Partido Popular Cristiano |
| Regidor Provincial de Chachapoyas   | Guinaldo Pizarro Tomanguilla  |                  | Izquierda Unida           |
| Regidor Provincial de Chachapoyas   | Rafael Montes Chávez          |                  | Izquierda Unida           |

## Elecciones municipales distritales

### Sumario general
| Partidos y coaliciones | Partidos y coaliciones                              | Voto popular | Voto popular | Voto popular | Alcaldías | Alcaldías |
| Partidos y coaliciones | Partidos y coaliciones                              | Votos        | %            | ±pp          | Total     | +/−       |
| ---------------------- | --------------------------------------------------- | ------------ | ------------ | ------------ | --------- | --------- |
|                        | Acción Popular (AP)                                 | 1,441        | 38.81        | –13.83       | 11        | –1        |
|                        | Partido Aprista Peruano (APRA)                      | 1,206        | 32.48        | –0.54        | 6         | +1        |
|                        | Partido Popular Cristiano (PPC)                     | 874          | 23.54        | +12.68       | 2         | +1        |
|                        | Izquierda Unida (IU)                                | 113          | 3.04         | –0.43        | 1         | +1        |
|                        | Frente Nacional de Trabajadores y Campesinos (FNTC) | 79           | 2.13         | Nuevo        | 0         | ±0        |
|                        |                                                     |              |              |              |           |           |
| Total                  | Total                                               | 3,713        |              |              | 20        | ±0        |
|                        |                                                     |              |              |              |           |           |
| Votos válidos          | Votos válidos                                       | 3,713        | 75.12        | –2.10        |           |           |
| Votos en blanco        | Votos en blanco                                     | 565          | 11.43        | +1.10        |           |           |
| Votos nulos            | Votos nulos                                         | 665          | 13.45        | +1.00        |           |           |
| Votos emitidos         | Votos emitidos                                      | 4,943        | n/a          | n/a          |           |           |
| Abstenciones           | Abstenciones                                        | n/d          | n/a          | n/a          |           |           |
| Votantes registrados   | Votantes registrados                                | n/d          |              |              |           |           |
|                        |                                                     |              |              |              |           |           |
| Fuente:                |                                                     |              |              |              |           |           |

### Resultados por distrito
Las siguientes tablas enumeran el control de los distritos de la provincia de Chachapoyas. El cambio de mando de una organización política se resalta del color de ese partido.
| Distrito                | Alcalde(sa) titular        | Partido político           | Partido político           | Alcalde(sa) electo(a)         | Partido político | Partido político          |
| ----------------------- | -------------------------- | -------------------------- | -------------------------- | ----------------------------- | ---------------- | ------------------------- |
| Asunción                | Pedro Vargas Valle         |                            | Acción Popular             | Luis Camus Rojas              |                  | Izquierda Unida           |
| Balsas                  | Julio Burga Sánchez        |                            | Acción Popular             | Julio Burga Sánchez           |                  | Acción Popular            |
| Cheto                   | José Montoya Muñoz         |                            | Acción Popular             | Amasias Huamán Rojas          |                  | Acción Popular            |
| Chiliquín               | Pedro Trigoso Goñas        |                            | Partido Popular Cristiano  | César Bobadilla Chuquimbalqui |                  | Acción Popular            |
| Chuquibamba             | Felipe Vergaray Ocampo     |                            | Acción Popular             | Felipe Vergaray Ocampo        |                  | Acción Popular            |
| Granada                 | José Checan Culqui         |                            | Acción Popular             | Pedro Pilco Huamán            |                  | Acción Popular            |
| Huancas                 | Zacarías Quitan Reyna      |                            | Acción Popular             | Lucas Vilca Herrera           |                  | Partido Aprista Peruano   |
| La Jalca                | Tomás Guiop Puerta         |                            | Acción Popular             | Calendario Culqui Huamán      |                  | Partido Aprista Peruano   |
| Leimebamba              | José Vega Farge            |                            | Partido Aprista Peruano    | Félix Escobedo Delgado        |                  | Partido Aprista Peruano   |
| Levanto                 | Nemesio Zuta Angulo        |                            | Partido Aprista Peruano    | Filiberto Inga Huamán         |                  | Partido Aprista Peruano   |
| Magdalena               | Sin información disponible | Sin información disponible | Sin información disponible | José Soplín Salón             |                  | Partido Aprista Peruano   |
| Mariscal Castilla       | Asunción Vega Oyarce       |                            | Acción Popular             | Leonidas Yoplac Montoya       |                  | Partido Popular Cristiano |
| Molinopampa             | Estenio Rimachi Rojas      |                            | Partido Aprista Peruano    | Arturo Serván Trigoso         |                  | Acción Popular            |
| Montevideo              | Luis Alvarado Vigo         |                            | Acción Popular             | Ildefonso Rojas Loja          |                  | Acción Popular            |
| Olleros                 | Sin información disponible | Sin información disponible | Sin información disponible | Roger Inga Sopla              |                  | Partido Popular Cristiano |
| Quinjalca               | Heraclides Mas Pinedo      |                            | Partido Aprista Peruano    | Juanate Culqui Mirano         |                  | Acción Popular            |
| San Francisco de Daguas | Pedro Montoya Meza         |                            | Acción Popular             | Benjamín Rojas Tejada         |                  | Acción Popular            |
| San Isidro de Maino     | Manuel Salón Salón         |                            | Partido Aprista Peruano    | Víctor Vásquez Chávez         |                  | Partido Aprista Peruano   |
| Soloco                  | Juan Zuta Gonzales         |                            | Acción Popular             | Wilfredo Montoya Loja         |                  | Acción Popular            |
| Sonche                  | Fermín López Rojas         |                            | Acción Popular             | Pedro Reátegui Perea          |                  | Acción Popular            |